# Oakwood (Comtat de Montgomery)
Oakwood és una població dels Estats Units a l'estat d'Ohio. Segons el cens del 2000 tenia 9.215 habitants.

## Demografia
Segons el cens del 2000, Oakwood tenia 9.215 habitants, 3.633 habitatges, i 2.597 famílies. La densitat de població era de 1.624,6 habitants per km².
Dels 3.633 habitatges en un 38,2% hi vivien nens de menys de 18 anys, en un 61,8% hi vivien parelles casades, en un 8% dones solteres, i en un 28,5% no eren unitats familiars. En el 26,3% dels habitatges hi vivien persones soles l'11,1% de les quals corresponia a persones de 65 anys o més que vivien soles. El nombre mitjà de persones vivint en cada habitatge era de 2,53 i el nombre mitjà de persones que vivien en cada família era de 3,08.
Per edats la població es repartia de la següent manera: un 29,1% tenia menys de 18 anys, un 4,2% entre 18 i 24, un 27,1% entre 25 i 44, un 25,8% de 45 a 60 i un 13,8% 65 anys o més.
L'edat mediana era de 39 anys. Per cada 100 dones de 18 o més anys hi havia 85,3 homes.
La renda mediana per habitatge era de 72.392 $ i la renda mediana per família de 88.263 $. Els homes tenien una renda mediana de 70.500 $ mentre que les dones 35.833 $. La renda per capita de la població era de 41.567 $. Aproximadament l'1,7% de les famílies i el 3,3% de la població estaven per davall del llindar de pobresa.

## Poblacions més properes
El següent diagrama mostra les poblacions més properes.